# Allium dentiferum
Allium dentiferum là một loài thực vật có hoa trong họ Amaryllidaceae. Loài này được Webb & Berthel. mô tả khoa học đầu tiên năm 1848.